# Come la neve
Come la neve è un singolo del cantante Boosta dei Subsonica in duetto con il cantautore Luca Carboni, il primo estratto dall'album in studio d'esordio da solista La stanza intelligente e pubblicato il 25 novembre 2016.

## Il brano
Luca Carboni ha raccontato: 

 
Boosta ha raccontato: 

## Tracce
1. Come la neve (con Luca Carboni)